# Кербель, Лев Ефимович
Лев Ефи́мович Ке́рбель (25 октября (7 ноября) 1917 — 14 августа 2003) — советский, российский скульптор, педагог. Вице-президент РАХ с 1988 по 2003 год. Академик АХ СССР (1975; член-корреспондент 1962). Герой Социалистического Труда (1985). Народный художник СССР (1977). Лауреат Ленинской премии (1961) и Сталинской премии первой степени (1950). Член Союза художников СССР.

## Биография
Лев Кербель родился 25 октября (7 ноября) 1917 года в небольшом селе Семёновка (ныне город в Новгород-Северском районе Черниговской области Украины). Отец будущего скульптора — Ефим Абрамович (1889—1953), работал приказчиком, после Октябрьской революции вступил в РКП(б), служил в системе Росснабсбыта; мать — Злата Иосифовна (1894—1965), домохозяйка.
В годы Гражданской войны семья Кербелей переезжала из города в город. Одно время они жили в Новозыбкове, затем в Симбирске. После войны обосновались в Смоленске. Отец получил работу в партийно-административном секторе, семье дали квартиру. В 1925 году Лев пошёл учиться в 5-ю Смоленскую девятилетнюю школу имени Н. К. Крупской (бывшая гимназия). Там он серьёзно увлёкся биологией и даже планировал поступать на биологический факультет МГУ имени М. В. Ломоносова.
Интерес и явные способности к художественному творчеству у него открылись ещё в раннем детстве, в возрасте около 6 лет. Будущий скульптор вспоминал это так:
Когда умер В. И. Ленин, мне было чуть больше шести лет. Взрослые плакали — дед, мама. Тогда Ленин был больше Бога. Меня это так поразило и я начал рисовать. Скопировал с фотографии из журнала «Красная нива» то, как Ленин в гробу лежал. Рисунок увидел друг отца и сказал: «Слушай, он здорово нарисовал!» Наверное, с этого все и пошло.
В школе продолжал заниматься искусством, особенно лепкой. На одном из школьных конкурсов детского творчества получил первую премию в виде фотоаппарата «Фотокор № 1» за шуточную глиняную композицию «У самовара я и моя Маша». Первое серьёзное признание своего художественного таланта ощутил в 9-м классе (1933), когда барельеф с изображением В. И. Ленина его работы был высоко оценён на областном этапе олимпиады художественной самодеятельности. Этот творческий успех в дальнейшем сыграл важную роль в его жизни, именно тогда он твердо решил стать профессиональным скульптором. По окончании средней школы Смоленские областной отдел народного образования и областной комитет ВЛКСМ направили ходатайства в НКП РСФСР с просьбой оказать помощь юноше в получении высшего художественного образования. В итоге в ведомстве посчитали необходимым пригласить молодого человека в Москву.
Зимой 1934 года приехал в Москву с целью показать свою призовую работу — барельеф В. И. Ленина — в Наркомпросе РСФСР. Там его принял сначала сам нарком просвещения А. С. Бубнов, а потом и вдова Ленина, заместитель наркома просвещения Н. К. Крупская. Она направила его с рекомендацией к директору Ленинградского института живописи, скульптуры и архитектуры И. И. Бродскому, который почти сразу же решил показать юношу скульптору С. Д. Меркурову. Последний же дал очень хороший отзыв на его конкурсную работу, написав Н. К. Крупской записку:
Тов. Кербель Л. Е. одаренный человек, и при систематической, правильно поставленной работе из него может выработаться хороший скульптор.
В марте 1935 года приехал по направлению Наркомпроса РСФСР в Ленинград, где его зачислили в подготовительный класс Ленинградского института живописи, скульптуры и архитектуры (Ленинградская средняя художественная школа), учился у В. С. Богатырёва, М. Г. Манизера, А. Т. Матвеева. В сентябре 1937 года он стал студентом I курса скульптурного факультета Московского института живописи, скульптуры, архитектуры и искусствоведения (ныне Московский художественный институт имени В. И. Сурикова), где учился у В. Н. Домогацкого, А. В. Шервуда, Р. Р. Иодко. Летом молодой художник подрабатывал руководителем детских и художественных кружков в пионерских лагерях, в том числе в «Артеке». В студенческие годы исполнил скульптурный портрет А. С. Пушкина (1937, художественный музей Смоленска), для «Артека» установил памятник Пионеру. В 1941 году он принял участие в конкурсе на памятник В. В. Маяковскому и в первом туре получил первую премию. Проведению второго тура помешала война. Проект так и остался незавершённым. Однако, как потом вспоминает скульптор А. П. Кибальников, его известный памятник В. В. Маяковскому на Триумфальной площади (до 1991 — площадь Маяковского) в Москве, открытый в 1958 году в честь 65-летия поэта, частично основывается на кербелевской довоенной модели монумента.
Нет такого жанра скульптуры, в котором бы Л. Е. Кербель не работал: он выполнял портреты и памятники, монументальные комплексы и станковые композиции.
С начала войны вместе с другими студентами и старшеклассниками был направлен по комсомольской мобилизации на рытьё окопов, где впервые столкнулся с прифронтовой обстановкой. Однако на фронт в 1941 году ему попасть не удалось: институт был эвакуирован в Самарканд, где он работал на Чирчикстрое. Только в 1942 году его ходатайства были удовлетворены, и он был призван на Северный флот, где служил военным художником. Участвовал в походах на миноносцах «Разумный» и «Гремящий», не раз ходил в море на торпедных катерах, был вместе с десантниками, освобождавшими Петсамо. Служба проходила среди моряков-подводников и летчиков Заполярья, чьё мужество и героизм вдохновляли молодого скульптора.
В 1945 году командование советских войск в Германии вызывало его в Берлин, где в соавторстве с В. Е. Цигалем он выполнил работу над монументом в память героев штурма Берлина, который решено было установить в берлинском парке Тиргартен. Это был второй по времени создания мемориал воинам-победителям после монумента в Кёнигсберге. Тогда же им были созданы и установлены памятники советскому солдату-освободителю в Кюстрине и на Зееловских высотах близ Берлина.
Автор более 50 памятников и мемориалов, установленных во многих отечественных городах и за рубежом. Им создано большое количество скульптур выдающихся деятелей коммунистической партии, советского государства, военачальников, героев Советского Союза и Социалистического Труда. Совместно с вице-президентом Академии художеств М. Г. Манизером выполнял посмертную маску И. В. Сталина.
На всех этапах своего творчества реализовывал принципы коммунистической идеологии в искусстве. Например, в работах «Трудовые резервы», рельефах «Парад победы», «Слушают Ленина» (гипс), 1948—1949; Сталинская премия первой степени (1950); портретах космонавтов; дважды Героя Советского Союза В. С. Петрова (мрамор, 1951), Героя Социалистического Труда К. П. Мухтаровой (мрамор, 1954), Дж. Эндикотта (бронза, 1957) — все в Третьяковской галерее.
Неустанно работал над образом В. И. Ленина, занимавшим ведущее место в иерархии жанров социалистического реализма. Лениниана скульптора необычайно многообразна. Она состоит из всевозможных портретов вождя и монументов, включающих композиции на революционные темы. По его проектам были поставлены памятники В. И. Ленину в Москве на Октябрьской площади, Смоленске (1967), Горках Ленинских, Кемерове, Краснознаменске Московской области, Полтаве, Сыктывкаре, Липецке, Софии, Гаване (в соавторстве с А. Кинтаной) и других местах. Сейчас часть из них демонтирована.
Другим важным социальным заказом стал для скульптора образ Карла Маркса. Памятники на площади Свердлова в Москве (Ленинская премия, 1962) и в центре немецкого Карл-Маркс-Штадта, за который он был награждён правительством ГДР орденом Карла Маркса, а АХ СССР присудила скульптору Золотую медаль. Автор Памятника Э. Тельману (Берлин, бронза, 1986)
В 1976 году Советское правительство передало в дар республике Шри-Ланка монумент Соломона Бандаранаике работы скульптора.
Особое место среди его работ занимают надгробные камни и монументы. Это памятники С. Ф. Бондарчуку (в конце 2012 года перенесен на территорию киноконцерна «Мосфильм» в качестве самостоятельного памятника), Э. К. Тиссэ, Е. А. Фурцевой, М. И. Бабановой, Б. А. Лавренёву, адмиралу А. Г. Головко, дважды Герою Советского Союза Д. А. Драгунскому, Д. Ф. Ойстраху и многим других известным деятелям.
Как бы ни были значительны достижения мастера, его творческие планы всегда шли дальше. Весной 1986 года завершил свою новую большую работу — монумент в честь 100-летия со дня рождения Эрнста Тельмана, ставший центром архитектурного ансамбля одного из рабочих районов Берлина. В 1998 году в Измайлове был открыт памятник Петру I.
В 1990-е годы, по воспоминаниям художника Михаила Шемякина, источником заработка скульптора Льва Кербеля, который был миллионером в советское время, являлось выполнение надгробных памятников членам ОПГ:

«Миша, мне стыдно признаться. Я читаю каждый день газеты, некрологи — кого из братвы подстрелили. И когда я вижу, что кого-то подстрелили, я радуюсь, потому что я знаю, что братва придет ко мне и закажет надгробный памятник».— Скульптор Лев Кербель. Из интервью художника Михаила Шемякина.
Он допускал копирование своих работ, выдавая их за оригиналы. Так, последняя его работа — памятник Петру I перед штабом Балтийского флота в Калининграде, установленная к 300-летию Российского флота, оказался копией памятника, установленного в Москве в 1998 году.
С 1962 года преподавал в Московском художественном институте им. В. И. Сурикова. С 1963 года вёл мастерскую скульптуры и институте. Профессор (1963). Он воспитал плеяду талантливых мастеров, успешно работающих в России и за рубежом. Среди его учеников — такие известные скульпторы, как М. В. Переяславец, А. И. Рукавишников (автор памятника В. С. Высоцкому), А. А. Бичуков, В. П. Кошелев, А. Е. Вагнер, А. В. Морозов и другие, а также ученики, ставшие мастерами, из Африки, Китая, Монголии и других стран мира.
Состоял во многих общественных организациях. Член правления Советского Фонда культуры, правления Союза художников РСФСР, президиума Госгражданстроя СССР, председатель Художественно-экспертного совета Министерства культуры РСФСР, сопредседатель правления Центрального дома работников искусств (ЦДРИ), член совета ветеранов Северного флота, один из организаторов Студии Верещагина, член художественного совета Студии имени М. Б. Грекова, входил в состав различных советов и жюри.
Член КПСС с 1963 года. Капитан 1-го ранга в отставке.
В 1964 году на киностудии «Центрнаучфильм» снят фильм «Первому коммунисту» о творчестве скульптора (режиссёр В. Томберг).
Скончался на 86-м году жизни 14 августа 2003 года в Москве. Похоронен на Новодевичьем кладбище.
```
Сын — скульптор Владимир Львович Кербель (1944, 
Москва
 — 1972).
```

## Награды и звания
- Герой Социалистического Труда (1985)
- Заслуженный деятель искусств РСФСР (1963)
- Заслуженный деятель искусств Коми АССР (1967)[4]
- Народный художник РСФСР (1967)
- Народный художник СССР (1977)
- Ленинская премия (1962) — за памятник К. Марксу на пл. Свердлова в Москве (1961)
- Сталинская премия первой степени (1950) — за скульптурные барельефы «В. И. Ленин и И. В. Сталин — основатели и руководители Советского государства»
- Орден «За заслуги перед Отечеством» III степени (1997) — за заслуги перед государством и большой личный вклад в развитие отечественного изобразительного искусства[11]
- Орден Дружбы народов (1993) — за большие заслуги в изобразительном искусстве, укреплении международных культурных связей и плодотворную педагогическую деятельность[12]
- Орден Ленина (1985)
- Орден Трудового Красного Знамени (1971)
- Орден Отечественной войны II степени (1985)
- Орден Красной Звезды (1944)
- Медаль «За оборону Москвы»
- Медаль «За оборону Советского Заполярья»
- Медаль «За взятие Берлина»
- Медаль «За победу над Германией в Великой Отечественной войне 1941-1945 гг.»
- Медаль «Двадцать лет победы в Великой Отечественной войне 1941—1945 гг.»
- Медаль «Тридцать лет победы в Великой Отечественной войне 1941—1945 гг.»
- Медаль «Сорок лет победы в Великой Отечественной войне 1941—1945 гг.»
- Медаль «50 лет Победы в Великой Отечественной войне 1941-1945 гг.»
- Медаль «60 лет Вооружённых Сил СССР»
- Медаль «70 лет Вооружённых Сил СССР»
- Благодарность Президента Российской Федерации (1995) — за активное участие в подготовке и проведении празднования 50-летия Победы в Великой Отечественной войне 1941—1945 годов[13]
- Орден Карла Маркса (ГДР)[5]
- Орден Народной Республики Болгария I степени (НРБ)[5]
- Премия Гёте (Германия)
- Национальная премия ГДР и Золотая медаль (1986)
- Награды Израиля, Шри-Ланки, Германии
- Золотая медаль АХ СССР (1974)
- Серебряная медаль им. М. Б. Грекова (1976)
- Почётный гражданин Смоленска
- Почётный гражданин города Полярный
- Почетный гражданин Карл-Маркс-Штадта (ныне Хемниц) (ГДР)[5].

## Произведения
Список произведений Льва Ефимовича Кербеля